# Diaea septempunctata
Diaea septempunctata là một loài nhện trong họ Thomisidae.
Loài này thuộc chi Diaea. Diaea septempunctata được Ludwig Carl Christian Koch miêu tả năm 1874.